# Пуэррес
Пуэррес (исп. Puerres) — город и муниципалитет на юго-западе Колумбии, на территории департамента Нариньо. Входит в состав провинции Обандо.

## История
Поселение, из которого позднее вырос город, было основано Хоакином Гонсалесом де Посадой 29 января 1825 года. Муниципалитет Пуэррес был выделен в отдельную административную единицу в 1879 году.

## Географическое положение

Муниципалитет Пуэррес

Город расположен в юго-восточной части департамента, в горной местности Центральной Кордильеры, на расстоянии приблизительно 40 километров к юго-западу от города Пасто, административного центра департамента. Абсолютная высота — 2773 метра над уровнем моря.
Муниципалитет Пуэррес граничит на севере с территорией муниципалитета Фунес, на северо-западе — с муниципалитетом Контадеро, на западе — с муниципалитетом Ипьялес, на юге — с муниципалитетом Кордова, на востоке — с территорией департамента Путумайо. Площадь муниципалитета составляет 478 км².

## Население
По данным Национального административного департамента статистики Колумбии, совокупная численность населения города и муниципалитета в 2015 году составляла 8384 человека.
Динамика численности населения муниципалитета по годам:
| 2005 | 2006 | 2007 | 2008 | 2009 | 2010 | 2011 | 2012 | 2013 | 2014 | 2015 |
| ---- | ---- | ---- | ---- | ---- | ---- | ---- | ---- | ---- | ---- | ---- |
| 8979 | 8929 | 8870 | 8813 | 8758 | 8695 | 8635 | 8570 | 8520 | 8449 | 8384 |

Согласно данным переписи 2005 года мужчины составляли 48,2 % от населения Пуэрреса, женщины — соответственно 51,8 %. В расовом отношении белые и метисы составляли 99,6 % от населения города; индейцы — 0,3 %; негры, мулаты и райсальцы — 0,1 %.
Уровень грамотности среди всего населения составлял 89,6 %.

## Экономика
Основу экономики Пуэрреса составляет сельское хозяйство.
74,1 % от общего числа городских и муниципальных предприятий составляют предприятия торговой сферы, 23,1 % — предприятия сферы обслуживания, 2,6 % — промышленные предприятия, 0,2 % — предприятия иных отраслей экономики.